# Ashmeadiella australis
Ashmeadiella australis là một loài Hymenoptera trong họ Megachilidae. Loài này được Cockerell mô tả khoa học năm 1902.